# Lazar Felix Pinkus
Lazar Felix Pinkus (geb. 13. August 1881 in Breslau; gest. 12. Februar 1947 in Zürich) war ein deutsch-schweizerischer Journalist, Schriftsteller und Bankier.

## Leben
Pinkus studierte Naturwissenschaften und Nationalökonomie an den Universitäten Breslau, Berlin und Bern. 1904 wurde er an der Universität Bern mit einer wirtschaftshistorischen Arbeit promoviert. Anschließend arbeitete er als Journalist, zunächst in Berlin, dann in Hamburg und schließlich in Zürich. Er war unter anderem Chefredakteur der Europäischen Wirtschafts-Zeitung. Außerdem war er als Bankier tätig (Felix Pinkus & Cie.).
1927 floh er, nachdem seine Bank in Konkurs gegangen war, nach Albanien.
Lazar Felix Pinkus war mit der Schauspielerin Else Flatau verheiratet; Kinder dieser Ehe waren Theo Pinkus und Mirjam Pinkus.

## Werke
- Die moderne Judenfrage. Von den Grundlagen der jüdischen Wirtschaftsgeschichte und des Zionismus. Koebner, Breslau 1903 (nach einem Vortrag in der wissenschaftlichen Abteilung des Akademischen Zionistenverein in Bern; Digitalisat).
- Palästina und Syrien. Untersuchungen zur Wirtschaftspolitik. Verlag der Zionistischen Monatshefte, Genf 1903 (Digitalisat).
- Studien zur Wirtschaftsstellung der Juden von der Völkerwanderung bis zur Neuzeit. Ein Beitrag zur jüdischen Wirtschaftsgeschichte. Lamm, Berlin 1905 (Dissertation, Universität Bern, 1904; Digitalisat).
- Die Entfesselten. Novellen. Concordia, Berlin 1908.
- Vor der Gründung des Judenstaates. Orell Füssli, Zürich 1918 (Digitalisat).